# 雷霆機
《雷霆機》（原題：Fireball XL5）為1962年10月28日～1963年7月21日，由傑瑞‧安德森（Gerry Anderson）的AP FILM製作，ITC發行，於英國ATV電視台所播出的科幻人偶影集，共39集。台灣於1967年（民國56年）4月17日至1968年（民國57年）1月15日間，於每週一下午5:30~6:00時段在台視播出。本片為黑白攝製作品，但2009年於英國發售的DVD版中，則收錄了本片第30集的數位彩色化版本。

## 故事
本劇是描述從地球上起飛的「雷霆機」在太空擔任巡邏及與其他星球上的人類作戰的故事。

## 主要角色
- 史蒂夫‧蘇狄克（Colonel Steve Zodiac）

太空巡邏隊（World Space Patrol）的首席雷霆機駕駛員
- 維納斯醫生（Venus）

美麗的女太空醫學博士；有時也充當史蒂夫的助手。
- 奈松（Zoonie）

維納斯的寵物。
- 曼達教授（Professor Matt Matic）

隨機的技術顧問。
- 羅勃（Robert）

一位能講話的機器人，也是雷霆機的副駕駛。
- 瑞若司令（Commander Zero）

太空巡邏隊（World Space Patrol）司令兼太空城指揮室的管理官，脾氣暴躁。
- 賴提中尉（Lt. Ninety）

太空城指揮室的助理管理官。
- 喬克（Jock Campbell）

太空城總工程師。

## 主要裝備
- 太空城（Space City）

太空巡邏隊的總部，位於南太平洋中的無名島。
- 雷霆機（Fireball XL）

船身可分離為兩部分，機首部稱作頭艙（Fireball Junior）。主人公史蒂夫所駕駛的為雷霆機五號（XL5）。
- 飛車（jetmobiles）

## 劇集列表
※以下排列為最初於英國首播之際的順序；在台灣放映時電視台有再自行施以調整。
| 英國 | 英國                                 | 英國           | 台灣         |
| 集序 | 原題                                 | 播映日         | 台視標題     |
| ---- | ------------------------------------ | -------------- | ------------ |
| 1    | Planet 46                            | 1962年10月28日 | 地球保衛戰   |
| 2    | The Doomed Planet                    | 1962年11月4日  | 出軌星球     |
| 3    | Space Immigrants                     | 1962年11月11日 | 太空移民     |
| 4    | Plant Man From Space                 | 1962年11月18日 | 太空植物人   |
| 5    | Spy In Space                         | 1962年11月25日 | 太空間諜     |
| 6    | The Sun Temple                       | 1962年12月2日  | 太陽廟       |
| 7    | XL5 To H2O                           | 1962年12月9日  | 兩棲怪物     |
| 8    | Space Pirates                        | 1962年12月16日 | 太空海盜     |
| 9    | Flying Zodiac                        | 1962年12月23日 | 馬戲團       |
| 10   | Space Pen                            | 1962年12月30日 | 太空監獄     |
| 11   | Space Monster                        | 1963年1月6日   | 太空巨獸     |
| 12   | The Last of the Zanadus              | 1963年1月13日  | 奈松的仇敵   |
| 13   | Planet Of Platonia                   | 1963年1月20日  | 太空貴賓     |
| 14   | The Triads                           | 1963年1月27日  | 巨人行星     |
| 15   | Wings of Danger                      | 1963年2月3日   | 太空鐵鳥     |
| 16   | Convict in Space                     | 1963年2月10日  | 太空間諜戰   |
| 17   | Space Vacation                       | 1963年2月17日  | 渡假風波     |
| 18   | Flight to Danger                     | 1963年2月24日  | 雛鷹歷險記   |
| 19   | Prisoner on the Lost Planet          | 1963年3月3日   | 蛇蝎美人     |
| 20   | The Forbidden Planet                 | 1963年3月10日  | 太空迷宮     |
| 21   | Robert to the Rescue                 | 1963年3月17日  | 曼達星球     |
| 22   | Dangerous Cargo                      | 1963年3月24日  | 毀星記       |
| 23   | Mystery of the TA2                   | 1963年3月31日  | 樂不思蜀     |
| 24   | Drama at Space City                  | 1963年4月7日   | 太空城的鬧劇 |
| 25   | 1875                                 | 1963年4月14日  | 時光倒流     |
| 26   | The Granatoid Tanks                  | 1963年4月21日  | 七十三號行星 |
| 27   | The Robot Freighter Mystery          | 1963年4月28日  | 擒盜記       |
| 28   | Whistle for Danger                   | 1963年5月5日   | 再生炸彈     |
| 29   | Trial by Robot                       | 1963年5月12日  | 瘋狂教授     |
| 30   | A Day in the Life of a Space General | 1963年5月19日  | 將軍夢       |
| 31   | Invasion Earth                       | 1963年5月26日  |              |
| 32   | Faster Than Light                    | 1963年6月2日   | 突破光速     |
| 33   | The Day the Earth Froze              | 1963年6月9日   | 冰天雪地     |
| 34   | The Fire Fighters                    | 1963年6月16日  | 太空火雲     |
| 35   | Space City Special                   | 1963年6月23日  | 風雲人物     |
| 36   | Ghosts of Space                      | 1963年6月30日  | 太空鬼劇     |
| 37   | Hypnotic Sphere                      | 1963年7月7日   | 催眠術       |
| 38   | Sabotage                             | 1963年7月14日  | 危機重重     |
| 39   | Space Magnet                         | 1963年7月21日  | 磁力星球     |

## 相關作品
以下均為傑瑞‧安德森於1960～70年代所製作的超級人偶劇（Supermarionation）系列。
- 萬能車（Supercar）
- 霹靂艇（Stingray）
- 雷鳥神機隊（Thunderbirds）
- 超空人（Captain Scarlet and the Mysterons）
- 小飛諜（Joe 90）
- 袖珍密諜（The Secret Service）

## 延伸閱讀
- 雷霆發威

## 外部連結
- 台灣電視資料庫－雷霆機（台視）[永久]